# IC 4971
IC 4971 ist eine Spiralgalaxie  vom Hubble-Typ Sc im Sternbild Pfau am Südsternhimmel. Sie ist schätzungsweise 194 Millionen Lichtjahre von der Milchstraße entfernt und hat einen Durchmesser von etwa 45.000 Lj.
Im selben Himmelsareal befinden sich u. a. die Galaxien NGC 6872, IC 4967, IC 4970, IC 4972.
Das Objekt wurde am 21. September 1900 von DeLisle Stewart entdeckt.